# USS Excelsior
A USS Excelsior (NX-2000/NCC-2000) egy föderációs űrhajó a Star Trek III: Spock nyomában és a Star Trek VI: A nem ismert tartomány című filmekben, valamint Star Trek-regényekben is szerepel. A hajó az első a nevével megegyező Excelsior osztályba tartozó cirkálóknak, méretben nagyjából másfélszer-kétszer nagyobb a Constitution osztályú Enterprise-nál.

## Története
- NX-2000

A karcsú, dinamikus külsejű Excelsior 2285-ben kísérleti csillaghajóként állt szolgálatba először egy új, minden addiginál gyorsabb hajtómű tesztelése céljából. Az új transztérhajtóművek azonban nem váltották be a hozzájuk fűzött reményeket, habár a hajó így is igen nagy sebességre volt képes. Az Excelsior első kapitánya Lawrence Styles volt, aki ugyanekkor megpróbálta az űrdokkot az Enterprise-al engedély nélkül elhagyó James T. Kirköt üldözőbe venni, azonban a korábban a hajón dolgozó Scotty szabotálta az újfajta hajtóműveket, így azok lefulladtak mikor megpróbáltak velük teret váltani. 
- NCC-2000

Később, hajtóműcsere és apróbb módosítások után az Excelsior immár a Csillagflotta teljes értékű hajójaként Kirk legénységének egykori kormányosának, Hikaru Sulu kapitánynak a parancsnoksága alá került. 2293-ban az Excelsior épp egy küldetésről tartott hazafelé, amikor egy hihetetlen erejű energiahullám csapódott a hajónak. Mivel az anomáliának voltak előjelei, időben fel tudták húzni a pajzsot, hogy megvédjék a hajót a lökéshullámtól. A váratlan incidens átvészelése után megállapították, hogy az energiahullám a Praxis nevű klingon-holdról származik, amely a klingonok fő energiabázisaként szolgált, és ami a biztonsági előírások be nem tartása miatt gyakorlatilag felrobbant. Ez az esemény kényszerítette aztán a klingonokat arra, hogy a túlélés érdekében felvegyék a diplomáciai kapcsolatot a Föderációval. Miután Kirk és Dr. Leonard McCoy - akiket összeesküvők egy csoportja, akik elutasították a szövetséget a Föderációval és ezért a klingon kancellárt is megölték, majd a gyilkosságot Kirk és McCoy nyakába varrva félre állítottak és megkíséreltek megölni - megszöktek a büntetésük letöltésére kijelölt börtönbolygóról segítséget kértek az Excelsiortól mivel sejtették, hogy merénylet készül a Föderáció elnöke ellen a béketárgyaláson, és az összeesküvők egyike, a klingon Chang tábornok egy olyan klingon ragadozómadárral vadászik rájuk, amely álcázottan is képes tüzet nyitni. Így Sulu kapitány haladéktalanul a tárgyalások helyszínére, a Kithomer bolygó felé irányította az Excelsiort, ahova az Enterprise és Chang is igyekezett, utóbbi azért, hogy meggátolja Kirk-éket a merénylet megakadályozásában. A helyszínen aztán Chang az Enterprise-t és a kicsit később érkező Excelsiort is tűz alá vette, amíg egy módosított torpedóval vissza nem keresték a klingon hajó ionnyomait. Az így eltalált ragadozómadarat aztán az Excelsior és az Enterprise közösen vette tűz alá, amíg meg nem semmisült. Az Excelsior és az Enterprise főtisztjei közösen akadályozták meg a merényletet is, utat nyitva így a szövetségnek.
A hajó filmen legközelebb csak a Star Trek: Picard sorozat harmadik évadában tűnik fel 2400-körül, mint a föderációs hajómúzeum egyik kiállított csillaghajója.

### Egyéb
- Az Excelsior több más kalandja regény formájában jelent meg külföldön.
- Az NX jelzésű regisztrációs szám az Excelsiornál jelenik meg először a Star Trekben, amivel egy osztály első hajóját, illetve a prototípusokat jelölik.
- Ismert föderációs hajók közül egyedül az Excelsior hídján található asztalka (egy hatszögletű hasáb) a kapitány számára, amiről aztán Sulu kapitány teája le is borul a Praxis lökéshullámai által.
- Fiatalabb korában a hajón szolgált egy ideig Tuvok is (Star Trek: Voyager „Flashback” c. epizód).
- Az Excelsiorból kiindulva alkották meg az Excelsior osztály fejlesztett változatát, aminek első hajója a USS Enterprise-B lett.[2]
- Még két Excelsior nevű hajó tűnt fel a Star Trekben, az egyik Az új nemzedék (TNG) sorozatban szerepelt NCC-21445 regisztrációs számmal, de csak adatként, osztálya, kinézete ismeretlen maradt;[3] a másik a Picard sorozatban szerepelt, ez egy új, 25. századi Excelsior II osztályú hajó NCC-42037 regisztrációs számmal, mely küllemre az eredeti formaterv modernebb változataként jelenik meg.[4][5]

## Háttér
A Spock nyomában cselekménye igényelt egy új, modern, kísérleti csillaghajót, ez lett az Excelsior osztály, melyet több tanulmányterv és modellvariáns után végül Bill George ILM látványtervező elképzelése alapján valósítottak meg. Az évek alatt a hajótípus gyakori visszatérő vendég lett, főleg a TNG és a DS9 sorozatokban, de a Voyager sorozatban is szerepelt párszor, amikor dramaturgiailag szükséges volt két vagy több föderációs hajó találkozása. Ennek a spórolás állt a hátterében, mivel gyakran ugyanazt a beállítást használták vele, amit korábban már felvettek, ezért szaporodtak meg az Excelsior osztályú hajók a hivatalos történetekben, noha idővel már nem csak kész modellekkel, hanem számítógépes animációval is dolgoztak. Később a Star Trek: Nemzedékek mozifilmhez Enterprise-B-ként kicsit modernizálták a külsejét az eredeti állapothoz képest, hogy jobban illeszkedjen a cselekménybe, ebben elsősorban John Eaves dizájner és John Goodson modellépítő működött közre. Érdekesség még, hogy az Excelsior osztály alkatrészeit felhasználták néhány más föderációs hajóosztályhoz is, melyek azonban csak villanásra bukkantak fel, mint például hajóroncs (Curry-típus, Centaur-típus).
Az Excelsior egyik korai, csak rajzon szereplő koncepciója szolgáltatta az alapot a vele ugyancsak a Spock nyomában-ban debütáló hajónak, az Oberth osztályú USS Grissomnak (NCC-638).
A hajó végleges verziója előtt legalább három korábbi Excelsior-változat modellje is elkészült, érdekes módon később ezek is bekerültek a hivatalos hajók közé, de csak mint régi, leszerelt, működésképtelen hajók egy föderációs hajóroncstelep háttérdíszleteként a TNG egyik epizódjában. Utóbb az egyiket hivatalosan is elnevezték USS Alka-Selsiornak (NCC-1404), de osztálybesorolást egyik hajó sem kapott soha, ahogy dialógusban és más módon sem szerepeltek soha többé.
A Star Trek: Picard sorozatban feltűnő új, Excelsior II osztályú Excelsiort John Eaves és Doug Drexler látványtervezők készítették, ami kinézetre az eredeti Excelsior dizájnjából és leginkább a Sovereign osztályú Enterprise-E formájából származik, mint egy új, modernebb hajó. (Eaves tervezte az Enterprise-E-t is.)